# Coprosma tenuicaulis
Coprosma tenuicaulis är en måreväxtart som beskrevs av Joseph Dalton Hooker. Coprosma tenuicaulis ingår i släktet Coprosma och familjen måreväxter. Inga underarter finns listade i Catalogue of Life.